# Oracle del Faune
L'oracle del Faune, fou un oracle de gran antiguitat de territori romà, que suposadament donava les respostes del déu Faune (Faunus) en vers.
Aquest oracle es donava en dues coves, una anomenada Albunea propera a Tibur, vora el lloc on profetitzava la Sibil·la Albunea o Sibil·la Tiburtina, i una altra a l'Aventí. Els que consultaven l'oracle feien sacrificis als déus després de purificar-se amb aigua d'una font propera i el seu cos tocat per les branques d'un arbre sagrat. Havia de vestir de manera molt senzilla i sense joies. El consultant s'ajeia damunt de les pells dels animals que havia ofert en sacrifici, normalment ovelles, i esperava la resposta de Faune. Rebia la revelació mentre dormia, en visió o en conversa directa amb el déu. Virgili explica el ritual quan el rei Latinus va a consultar l'oracle al saber que s'acostava Eneas per saber el destí del seu poble i per veure amb qui casaria la seva filla Lavínia.